# 4,4′-Methylenbis(2-chloranilin)
4,4′-Methylenbis(2-chloranilin), kurz MOCA, ist eine chemische Verbindung, die seit 1954 als Vernetzer von TDI-Polyurethanen (PU) eingesetzt wird.

## Darstellung
4,4′-Methylenbis(2-chloranilin) wird kommerziell durch Umsetzung von Formaldehyd mit ortho-Chloroanilin hergestellt. Technische Produkte enthalten typischerweise 90–92 % 4,4′-Methylenbis(2-chloranilin).

## Gesundheitsgefahren
MOCA stand seit langem unter dem Verdacht, krebserregend zu sein. Die Internationale Agentur für Krebsforschung der WHO stuft u. a. auf Grundlage sicherer Erkenntnisse über den Mechanismus der Krebsentstehung bei Tieren MOCA seit 2012 in die höchste Gruppe 1: „karzinogen für Menschen“. Die EU-Kommission hat deshalb im April 2018 vorgeschlagen, einen neuen Grenzwert für MOCA gesetzlich in der dritten Änderung der Richtlinie über Karzinogene und Mutagene (KM-Richtlinie) festzulegen, um damit Arbeitnehmer besser schützen zu können.